# Tolumnia domingensis
Tolumnia domingensis är en orkidéart som först beskrevs av William Whitmore Goodale Moir, och fick sitt nu gällande namn av I.G.Cohen. Tolumnia domingensis ingår i släktet Tolumnia och familjen orkidéer. Inga underarter finns listade i Catalogue of Life.